# هیترز (ویرجینیای غربی)
هیترز (به انگلیسی: Heaters) یک منطقهٔ مسکونی در ایالات متحده آمریکا است که در شهرستان برکستون، ویرجینیای غربی واقع شده‌است.